# Aeródromo de Braga
O Aeródromo de Braga  (código IATA: BGZ, código OACI: LPBR) surgiu através de progressivas transformações de antigos campos de lavoura e bouças na freguesia de Palmeira, designado como "Campo de Aviação", nome pelo qual ainda é reconhecido o actual Aeródromo, inaugurado a 22 de Junho de 1929 com a aterragem dum avião militar monomotor "Junker -F13", pilotado pelo capitão Amado da Cunha.
A História deste aeródromo confunde-se até certa altura com a História do Aero Club de Braga.
Objecto de remodelação recentemente, é considerado um dos melhores a nível nacional.
Berço do paraquedismo no Norte de Portugal tem residencia as Escolas de Paraquedismo: Associaçao de Paraquedistas do Minho, Skydive Porto, Skydive Braga e Sky Fun Center.
- Localização: N 41º 35'  W 08º 27' - 2.3 nm a NNW da cidade de Braga.

- Pistas: 07-25, 950 x 25 m em asfalto.

- Um heliporto.

- Três "taxiway".

- AFIS: 122.00.